# Lista över fornlämningar i Växjö kommun (Jät)
Lista över fornlämningar i Växjö kommun (Jät) är en förteckning av ett urval av de fornlämningar som finns i Jät i Växjö kommun.
| Namn                         | Lämningstyp                 | Tillkomsttid | Historisk indelning | Plats | Läge                 | ID-nr          | Bild                                 |
| ---------------------------- | --------------------------- | ------------ | ------------------- | ----- | -------------------- | -------------- | ------------------------------------ |
| Jät 1:1                      | Röse                        |              | Jät, Småland        |       | 56.678696, 14.791951 | 10072500010001 | Ladda upp en bild av detta fornminne |
| Jätsholm borgruin (Jät 4:1)  | Borg                        |              | Jät, Småland        |       | 56.671092, 14.796577 | 10072500040001 | Ladda upp en bild av detta fornminne |
| Jät 5:1                      | Röse                        |              | Jät, Småland        |       | 56.683653, 14.803287 | 10072500050001 | Ladda upp en bild av detta fornminne |
| Jät 5:2                      | Stensättning                |              | Jät, Småland        |       | 56.683525, 14.803436 | 10072500050002 | Ladda upp en bild av detta fornminne |
| Jät 8:1                      | Stensättning                |              | Jät, Småland        |       | 56.656413, 14.838455 | 10072500080001 | Ladda upp en bild av detta fornminne |
| Jät 9:1                      | Röse                        |              | Jät, Småland        |       | 56.656262, 14.845384 | 10072500090001 | Ladda upp en bild av detta fornminne |
| Jät 15:1                     | Gravfält                    |              | Jät, Småland        |       | 56.663507, 14.844267 | 10072500150001 | Ladda upp en bild av detta fornminne |
| Jät 18:1                     | Röse                        |              | Jät, Småland        |       | 56.665948, 14.834566 | 10072500180001 | Ladda upp en bild av detta fornminne |
| Lockarör, Lokerör (Jät 19:1) | Röse                        |              | Jät, Småland        |       | 56.686989, 14.829122 | 10072500190001 | Ladda upp en bild av detta fornminne |
| Jät 20:1                     | Stensättning                |              | Jät, Småland        |       | 56.680011, 14.830022 | 10072500200001 | Ladda upp en bild av detta fornminne |
| Jät 22:1                     | Hög                         |              | Jät, Småland        |       | 56.679615, 14.831052 | 10072500220001 | Ladda upp en bild av detta fornminne |
| Jät 26:1                     | Stensättning                |              | Jät, Småland        |       | 56.664637, 14.840676 | 10072500260001 | Ladda upp en bild av detta fornminne |
| Jät 28:1                     | Röse                        |              | Jät, Småland        |       | 56.694707, 14.835587 | 10072500280001 | Ladda upp en bild av detta fornminne |
| Hagalyckerör (Jät 30:1)      | Röse                        |              | Jät, Småland        |       | 56.696838, 14.837886 | 10072500300001 | Ladda upp en bild av detta fornminne |
| Jät 31:1                     | Röse                        |              | Jät, Småland        |       | 56.693420, 14.827961 | 10072500310001 | Ladda upp en bild av detta fornminne |
| Jät 31:2                     | Stensättning                |              | Jät, Småland        |       | 56.693384, 14.828287 | 10072500310002 | Ladda upp en bild av detta fornminne |
| Jät 32:1                     | Gravfält                    |              | Jät, Småland        |       | 56.694589, 14.826677 | 10072500320001 | Ladda upp en bild av detta fornminne |
| Jät 33:1                     | Röse                        |              | Jät, Småland        |       | 56.698392, 14.837882 | 10072500330001 | Ladda upp en bild av detta fornminne |
| Jät 34:1                     | Röse                        |              | Jät, Småland        |       | 56.707105, 14.828075 | 10072500340001 | Ladda upp en bild av detta fornminne |
| Jät 35:1                     | Grav markerad av sten/block |              | Jät, Småland        |       | 56.699895, 14.823310 | 10072500350001 | Ladda upp en bild av detta fornminne |
| Örnaknös (Jät 40:1)          | Röse                        |              | Jät, Småland        |       | 56.685353, 14.810011 | 10072500400001 | Ladda upp en bild av detta fornminne |
| Jät 41:1                     | Gravfält                    |              | Jät, Småland        |       | 56.685992, 14.802466 | 10072500410001 | Ladda upp en bild av detta fornminne |
| Jät 42:1                     | Stensättning                |              | Jät, Småland        |       | 56.684523, 14.810181 | 10072500420001 | Ladda upp en bild av detta fornminne |
| Jät 44:1                     | Röse                        |              | Jät, Småland        |       | 56.671230, 14.824196 | 10072500440001 | Ladda upp en bild av detta fornminne |
| Jät 44:2                     | Stensättning                |              | Jät, Småland        |       | 56.671361, 14.824615 | 10072500440002 | Ladda upp en bild av detta fornminne |
| Jät 45:1                     | Stenkammargrav              |              | Jät, Småland        |       | 56.711009, 14.823182 | 10072500450001 | Ladda upp en bild av detta fornminne |
| Jät 46:1                     | Stenkammargrav              |              | Jät, Småland        |       | 56.713534, 14.824822 | 10072500460001 | Ladda upp en bild av detta fornminne |
| Jät 47:1                     | Röse                        |              | Jät, Småland        |       | 56.692639, 14.835805 | 10072500470001 | Ladda upp en bild av detta fornminne |
| Jät 48:1                     | Hög                         |              | Jät, Småland        |       | 56.693191, 14.836785 | 10072500480001 | Ladda upp en bild av detta fornminne |
| Jät 48:2                     | Stensättning                |              | Jät, Småland        |       | 56.693140, 14.836969 | 10072500480002 | Ladda upp en bild av detta fornminne |
| Jät 53:1                     | Röse                        |              | Jät, Småland        |       | 56.697606, 14.833498 | 10072500530001 | Ladda upp en bild av detta fornminne |
| Jät 55:1                     | Röse                        |              | Jät, Småland        |       | 56.700102, 14.836812 | 10072500550001 | Ladda upp en bild av detta fornminne |
| Jät 57:1                     | Röse                        |              | Jät, Småland        |       | 56.695618, 14.827285 | 10072500570001 | Ladda upp en bild av detta fornminne |
| Jät 68:1                     | Hög                         |              | Jät, Småland        |       | 56.701079, 14.836249 | 10072500680001 | Ladda upp en bild av detta fornminne |
| Jät 69:1                     | Röse                        |              | Jät, Småland        |       | 56.702891, 14.835775 | 10072500690001 | Ladda upp en bild av detta fornminne |
| Jät 72:1                     | Stenkammargrav              |              | Jät, Småland        |       | 56.716819, 14.820574 | 10072500720001 | Ladda upp en bild av detta fornminne |
| Jät 73:1                     | Röse                        |              | Jät, Småland        |       | 56.705173, 14.787209 | 10072500730001 | Ladda upp en bild av detta fornminne |
| Jät 95:1                     | Röse                        |              | Jät, Småland        |       | 56.678774, 14.802260 | 10072500950001 | Ladda upp en bild av detta fornminne |
| Jät 97:1                     | Stensättning                |              | Jät, Småland        |       | 56.679494, 14.791833 | 10072500970001 | Ladda upp en bild av detta fornminne |
| Jät 97:2                     | Stensättning                |              | Jät, Småland        |       | 56.679499, 14.791435 | 10072500970002 | Ladda upp en bild av detta fornminne |
| Jät 110:1                    | Röse                        |              | Jät, Småland        |       | 56.651438, 14.828108 | 10072501100001 | Ladda upp en bild av detta fornminne |
| Jät 111:1                    | Stensättning                |              | Jät, Småland        |       | 56.652959, 14.841900 | 10072501110001 | Ladda upp en bild av detta fornminne |
| Jät 112:1                    | Stensättning                |              | Jät, Småland        |       | 56.655296, 14.840722 | 10072501120001 | Ladda upp en bild av detta fornminne |
| Jät 132:1                    | Stensättning                |              | Jät, Småland        |       | 56.702331, 14.827427 | 10072501320001 | Ladda upp en bild av detta fornminne |
| Jät 133:1                    | Röse                        |              | Jät, Småland        |       | 56.655047, 14.838874 | 10072501330001 | Ladda upp en bild av detta fornminne |
| Jät 133:2                    | Röse                        |              | Jät, Småland        |       | 56.655080, 14.839330 | 10072501330002 | Ladda upp en bild av detta fornminne |
| Jät 133:3                    | Röse                        |              | Jät, Småland        |       | 56.655308, 14.839401 | 10072501330003 | Ladda upp en bild av detta fornminne |
| Jät 135:1                    | Röse                        |              | Jät, Småland        |       | 56.713854, 14.789349 | 10072501350001 | Ladda upp en bild av detta fornminne |
| Jät 146:1                    | Gravfält                    |              | Jät, Småland        |       | 56.703928, 14.784901 | 10072501460001 | Ladda upp en bild av detta fornminne |
| Jät 153:1                    | Stensättning                |              | Jät, Småland        |       | 56.690966, 14.787248 | 10072501530001 | Ladda upp en bild av detta fornminne |
| Jät 155                      | Hällristning                |              | Jät, Småland        |       | 56.665518, 14.785917 | 12000000068522 | Ladda upp en bild av detta fornminne |
| Jät 156                      | Stensättning                |              | Jät, Småland        |       | 56.689785, 14.788149 | 12000000068523 | Ladda upp en bild av detta fornminne |